# 12040 Jacobi
12040 Jacobi eller 1997 EK8 är en asteroid i huvudbältet som upptäcktes den 8 mars 1997 av den italiensk-amerikanske astronomen Paul G. Comba vid Prescott-observatoriet. Den är uppkallad efter den tyske matematikern Carl Gustav Jacob Jacobi.